# HTV-2
HTV "こうのとり 2" (kanji: 鸛, romaji: kounotori, pol. bocian biały) – drugi japoński kosmiczny pojazd transportowy typu H-II Transfer Vehicle. Wystrzelony do Międzynarodowej Stacji Kosmicznej 22 stycznia 2011, do której dostarczył 6 ton ładunku.

## Przebieg misji
Do połączenia z modułem "Harmony" Międzynarodowej Stacji Kosmicznej doszło 27 stycznia. Statek został odłączony od ISS dnia 28 marca. Po odłączeniu i deorbitacji, wejście w atmosferę ziemską nastąpiło 30 marca 2011 około godziny 3:09 UTC. Statek uległ zniszczeniu, a jego resztki spadły do oceanu pomiędzy 12:21 a 12:41 czasu japońskiego (03:21–03:41 UTC). Wejście w atmosferę ziemską było rejestrowane przez urządzenie Reentry Breakup Recorder (Kounotori 2 dostarczył dwa takie urządzenia, drugie zamontowano na kadłubie ATV Johannes Kepler).
HTV-2 składał się z czterech cylindrycznych sekcji – dwóch ładowni (jednej ciśnieniowej i jednej niehermetyzowanej), modułu awioniki i części silnikowej. Miał długość 920 cm, średnicę 440 cm. Jego masa startowa wynosiła 16,5 tony, w tym 6 ton ładunku (4,5 tony w ładowni ciśnieniowej).

## Ładunek
"Kounotori 2" dowiózł na ISS szereg urządzeń i wyposażenia, m.in.:
- "Kobairo" – Gradient Heating Furnace – próżniową komorę grzewczą z gradientem temperatury do otrzymywania wysokiej jakości kryształów z topionych materiałów (15 próbek). Próbki były poddawane temperaturze od 500 °C do 1600 °C, utrzymywanej z dokładnością 0,2 °C
- Multipurpose Small Payload Rack (MSPR) – wielozadaniowa komora eksperymentalna składająca się z trzech stref: przestrzeni roboczej, powierzchni roboczej i małej strefy eksperymentalnej. Jednym z zaplanowanych dla MSPR eksperymentów był Aquatic Habitat – program hodowli małych ryb, w celu zbadania wpływu mikrograwitacji i promieniowania kosmicznego na ich rozwój
- EP (Exposed Pallet) z dwoma amerykańskimi Orbital Replacement Units, FHRC (Flex Hose Rotary Coupler) i CTC-4 (Cargo Transportation Container). Dwa ostatnie zostały przemieszczone z EP do ExPRESS Logistic Carrier 4, jednego z wielu modułów eksperymentów na ISS za pomocą ramienia "Dextre"

Zamontowanie "Kobairo" i MSPR rozpoczęło drugi etap użytkowania japońskiego modułu "Kibō".